# آبشار آپر هاپکینز
آبشار آپر هاپکینز (به انگلیسی: Upper Hopkins Cascade) آبشاری است که در همیلتون (انتاریو)، کانادا واقع شده و ارتفاع کلی ریزشگاه آن ۳٫۵ متر (۱۱ فوت) است.